# ロストワールド (ゲーム)
『ロストワールド』 (Lost Worlds) は、1988年7月に稼働したカプコンのアーケード用横スクロールシューティングゲーム。日本国外および家庭用移植版では、タイトルが『フォゴットンワールド』 (Forgotten Worlds) に変更されている。業務用システム基板CPシステム用ソフトの第一弾。
アーケード版は後にPlayStation 2およびXbox用ソフト『カプコン クラシックス コレクション』（2005年）に収録された他、PlayStation Portable用ソフト『Capcom Classics Collection Remixed』（2006年）に収録された。メガドライブ版は2008年にWii用ソフトとしてバーチャルコンソールにて配信された。
アーケード版はゲーム誌『ゲーメスト』の企画「第2回ゲーメスト大賞」（1988年度）において、大賞2位、ベストシューティング賞2位、ベストエンディング賞3位、ベストグラフィック賞1位、ベストVGM賞9位を獲得した他、ゲーメストムック『ザ・ベストゲーム』（1991年）にて第26位を獲得した。

## システム
8方向レバーと1ボタン（ローリングスイッチ）で自機を操作する。残機無しのライフ制。自機はサテライトと呼ばれる子機を一機従えている。サテライトは、特殊弾による攻撃や、敵弾に対する防御に用いられる。敵を倒すと出現する通貨・ゼニーを集め、ステージ内にあるショップで装備を購入してパワーアップしつつ進行する。2人同時の協力プレイが可能。
なお、本作には旧バージョンと新バージョンの2種類の基板が存在している。旧バージョンはバウンドサテライトとバルカンサテライトの威力が入れ替わっており、新バージョンは一部敵の耐久力や攻撃パターンが変化している。

### ローリングスイッチ
本作には、ボリュームレバーとボタンスイッチを組み合わせた独自の入力デバイス「ローリングスイッチ」が導入されている。大きさは直径5cm・高さ2cmほどで、上部には指を置くための3つの窪みが付いている。ボリュームを左右に回転させることによりショット方向を360度、16方向に動かし、スイッチを押し込むことで攻撃を行う。
- ローリングスイッチを押す - ショット（フルオート連射）
- ローリングスイッチ連打 - メガクラッシュ（自機の耐久力を消耗して画面上の全ての敵にダメージを与えるボンバー）
- ローリングスイッチを押しながら回す - ショット方向の回転。サテライトは自機との相対位置を固定したまま、その場で自転する。
- ローリングスイッチを押さずに回す - ショット方向の回転。サテライトは自機の周囲を公転する。

なお、自機とサテライトは常に同じ方向を向く。

### 攻撃とパワーアップ
攻撃は自機による通常のショットと、サテライトから発射される特殊ショットによって行われる。上述のとおりショップでアイテムを購入することでパワーアップが可能であるが、プレイヤー自身に対する攻撃力、防御力の向上アイテム、体力回復アイテムなどだけではなく、サテライトについても、武装を購入する形でのパワーアップが可能である。敵を追尾するミサイルやビーム、ワイドショット、壁で跳ね返るバウンドショットや火炎放射器など、11種類の武装が用意されている。
2人同時プレイ時に1Pと2Pが近接すると、2人の間にあり余る闘気（オーラ）が噴き出してオーラスパークが発生し、ノーマルショットがパワーアップする。

## ストーリー
破壊神にして魔の創造主、天帝バイオス(BIOS)。彼の生み出した8邪悪神は、あらゆる文明を滅ぼしていった。最後まで抵抗を試みた人族（ひとぞく）の都市も破壊されて、今はダストワールドと呼ばれる廃墟となってしまった。しかし、人々の無念のオーラは、この地に2人の超戦士を誕生させた。超戦士たちは自らの生みの親となった失われし世界の人々の無念を背負い、平和を取り戻すべく天帝バイオスに立ち向かう。

### 世界観
本作のストーリーは、ダストワールドと呼ばれる廃墟の世界に現れた屈強な姿の超戦士2人が、文明を滅ぼした破壊神・天帝バイオスに戦いを挑むというものである。
自機となる超戦士はどちらも肩パッド付きミリタリー服で、サングラスにより素顔は見えない。青いコスチュームの白色人種風の1Pと、赤いコスチュームの黒色人種（髪型はモヒカン）風の2Pで判別される。
非常に細かい部分にまで設定が行き届いており、雑魚からボスに至るまで全ての登場キャラクターに名前が存在するが、主人公の2人にだけは名前がつけられていない。西谷亮は名前の付け忘れに気づいたものの、面倒だからそのままにしたとインタビューの中で振り返っており、当時は現在（2020年）ほど主人公の名前や設定にこだわる風潮がなかったので、なくても大丈夫だろうとも話している。そのため、雑誌媒体などや他作品へのゲスト出演時には「超戦士」「名も無き超戦士」「名無しの超戦士」などと呼ばれ、さらにその後ろに「1P」「2P」とつけ、彼らを区別していた。メガドライブ版の広告チラシでは1Pが「名無しの超戦士」、2Pが「モヒカン野郎」となっている。あきまんによると、岡本吉起による案でアポロンとペガサスという名前があったが、受け入れられず聞かなかったふりをしたという。
本作の話の流れは、ステージ間に挿入される台詞入りの静止画アイキャッチで説明される。その際、開発スタッフによる台詞の朗読音声が挿入されるが、「パラメシウムごときで俺を止めることはできん!」「クレオパトラとのデートが台無しだぜ!」といった朗読の演技が棒読みなことで知られている。これらの台詞は岡本吉起によって考えられた。
あきまんによると本作のコンセプトは「神狩り」「狂った神を倒す」であり、天帝バイオスにより神々が狂った世界となっている。あきまんは音楽担当の河本圭代に宗教音楽の要素を入れた曲調を頼んだが、これは『伝説巨神イデオン』の影響だという。
また、あきまんは『ファイナルファイト』が未来になると『キャプテンコマンドー』の世界になり、さらに地球が滅ぶと『ロストワールド』の世界になると語っている。

## ラウンド構成
全9ラウンドはダストワールド、ピラミッドワールド、天空界の三世界に大別され、8邪悪神と天帝バイオスが超戦士を待ち受ける。
ラウンド1 - 3 ダストワールド
かつて人族と呼ばれる種族が住んでいた都市。人族の明晰な頭脳により飛躍的な発展を遂げ、宇宙の中でも重要な位置を占めていた。天帝出現後は最後まで抵抗を続けたが、武神率いるレプティリアン侵攻（ダストワールド戦役）により滅んだ。スクラップなどのゴミだらけの廃墟となったため、以後はダストワールドと呼ばれるようになった。廃墟の街を進むとガス管地帯および歯車地帯に入り、水没地帯、大神殿へと進んでいく。
ラウンド4 - 6 ピラミッドワールド
古代エジプトの神々が住む館。昔から多くの財宝を求めて訪れる冒険者が後を絶たないが、生きて帰った者は誰もいない。ラウンド4と5は途中にある上下の柱のどちらを壊すかによって進むルートが変わり、選択されなかった方のルートが次のラウンドとして登場する。
ラウンド7 - 9 天空界
かつて上級精霊が神になるための修行をする場だったが、今では天帝バイオスの目にかなった者だけが集まる場となっている。この世界のどこかに、天帝の玉座に通じるバベルの塔が建っている。

## キャラクター

### 味方キャラクター
名無しの超戦士1P
声 - 田中秀幸（PCE版）
ダストワールドに現れた謎の戦士。この世界の生き残りとも救世主とも言われるが、はっきりとしていない。金髪にサングラス姿といういでたちで、青いコスチュームを身にまとう。モデルはアーノルド・シュワルツェネッガー。
名無しの超戦士2P
声 - 池水通洋（PCE版）
同じくダストワールドに現れた謎の戦士。モヒカン頭にサングラス姿といういでたちで、赤いコスチュームを身にまとう。
シルフィー
ステージの途中で出現するショップの主人。場所や時間を問わず、心から必要と思ったときに現れる。

### 敵キャラクター
全9ラウンドのうち、最終ラウンド以外のボスは全て8邪悪神。
パラメシウム
ラウンド1のボス。ダストワールドの神経系を担う生物で、歯車地帯の奥に根をはっているため移動能力はない。念動力で周囲のスクラップを操って攻撃する他、口から炎を吐く。
ダストドラゴン
ラウンド2のボス。ダストワールドの奥地の水没地帯に生息するドラゴンで、「ダストワールド戦役」で最も活躍した一族の生き残り。今では老いさらばえて移動することもできないが、火炎・尾・腕を使った強力な攻撃を行う。また、口から雑魚キャラクターのレプティリアンを生み出すこともできる。
『アドベンチャークイズ カプコンワールド2』ではカプコン王国の善神ドラゴン像だったが、何者かの力により闇のドラゴンへ変えられ暴れ出す。
武神
ラウンド3のボス。天帝の腕より生まれ、武力を授かったダストワールドの支配者。どんな傷でも治す不死身の体を持ち、再生する腕を繰り出す他、目からレーザーを発射する。
カプコンの『ファイナルファイト』や『キャプテンコマンドー』に登場する武神流忍者が祀る戦いの神であり、天帝バイオスによって狂わされたが本来は良い神だとされる。
メスケテト
ラウンド4のボス。古代エジプトの太陽神ラーと、彼の舟メスケテトが天帝バイオスにより善の心を封じられた存在。他の2神（スフィンクス、ツタンカーメン）とのピラミッド支配権争いに敗れ、壁画エリアを守っている。
スフィンクス
ラウンド5のボス。元々は人族の神の1人だったが、天帝バイオスにその残忍な性質を気に入られて8邪悪神として新たな生命を吹き込まれた。ピラミッド支配権争いでツタンカーメンに敗れ、石像エリアを守っている。美しい像の中に、本体である巨大な回虫「センチピード」が潜んでいる。
ツタンカーメン
ラウンド6のボス。スフィンクス、メスケテトを破り、ピラミッドワールドの支配権を得る。古代エジプトのファラオのマイナスエネルギーを利用して天帝が生命を授け、智力を与えた。生命がいくつもあり、何度破壊しても復活する。
アイスマン
ラウンド7のボス。体は氷で形成されており、自身の周りに氷塊を8個まとわりつかせて身を守る。体が透明のためレーザーなどの光学兵器は効果がない。
雷神と風神
ラウンド8のボス。バベルの塔の門番。天帝と対峙する前の最後の関門となる。2人の魂を合わせることで門の鍵となり、扉が開かれる。
天帝バイオス
ラウンド9のボス。破壊神にして創造主である最強の戦士。経歴は一切不明となっており、自らを天帝と名乗り、それまでに存在した神々を全て手下として従えるか除去した。後に8邪悪神と呼ばれる8つの神々を生み出して宇宙に暴力という新しい秩序を与えた。

## 開発
本作はのちに『ファイナルファイト』や『ストリートファイターII』などで知られる西谷亮が、カプコン入社後に初めて手掛けた作品である。当初は、『魂斗羅』のような横スクロールアクションゲームになる予定だったが、その時の内容は岡本吉起が抱いていた派手なアクションとは程遠いものだった。そこへ、CPシステム開発の話が入り、岡本がイメージが実現できると感じたと西谷はのちに振り返っている。
主人公の見た目はそこまで変化しなかったものの、多彩な要素を取り入れようという試みが起こった。
元々西谷は自機のパワーアップ要素を入れるつもりではいたが、普通にアイテムを拾う方法では面白くないと感じ、『ファンタジーゾーン』へのリスペクトもかねて、ショップでアイテムを購入する形式にしたとゲーム文化保存研究所・所長の大堀康祐との対談の中で振り返っている。また、ローリングスイッチの押下方法によるサテライト（子機）の挙動の変化は、当時流行していた『R-TYPE』を参考に、細かな変化を楽しめ、かつその変化を攻略に反映できるようにするために導入された。ホーミングレーザーは西谷のアイデアであり、目新しさを出すために提案した。一方、天帝関連の企画はあきまんが担った。
あきまんは当初ステージ1を『沙羅曼蛇』をイメージした有機的なデザインにしたが、当時社長の辻本憲三に「みんなが見知っているものでないと感情移入ができない」と言われ、急遽荒廃した都市に作り直した。この反省を踏まえ、『ファイナルファイト』でもステージ1の背景にビル群が置かれた。
本作には、10名近くのグラフィッカーが参加しており、西谷が方眼紙をつなげて作った大きな紙におおよその地形を描き、当たり判定といった大まかな条件を伝え、そこにデザイナーが地形や建物を描きこむという方法で背景を作成した。これをもとに西谷が敵の配置を考え、その座標を割り出してパソコンに打ち込んだ。
BGMは河本圭代が作曲している。

## 移植版
| No. | タイトル                           | 発売日                                      | 対応機種                                            | 開発元                      | 発売元        | メディア                              | 型式                                         | 備考                 |
| --- | ---------------------------------- | ------------------------------------------- | --------------------------------------------------- | --------------------------- | ------------- | ------------------------------------- | -------------------------------------------- | -------------------- |
| 1   | Forgotten Worlds                   | 1989年                                      | Amiga Amstrad CPC Atari ST コモドール64 ZX Spectrum | Arc Developments            | U.S. Gold     | フロッピーディスク カセットテープ     | -                                            |                      |
| 2   | フォゴットンワールズ               | 1989年11月18日 1989年11月 1990年            | メガドライブ                                        | セガ研究開発第二部 カプコン | セガ          | 4メガビットロムカセット               | G-4016                                       |                      |
| 3   | Forgotten Worlds                   | 1991年7月                                   | セガ・マスターシステム                              | サンリツ電気                | セガ          | 2メガビットロムカセット               | 7056                                         |                      |
| 4   | Forgotten Worlds                   | 1991年                                      | PC/AT互換機                                         | Arc Developments            | U.S. Gold     | フロッピーディスク                    | -                                            |                      |
| 5   | フォゴットンワールド               | 1992年3月27日 1992年                        | PCエンジンSUPER CD-ROM2                             | A Wave                      | NECアベニュー | CD-ROM                                | NAPR-1025 TGXCD1030                          |                      |
| 6   | カプコン クラシックス コレクション | 2006年3月2日 2005年9月27日 2005年11月18日   | PlayStation 2 Xbox                                  | カプコン                    | カプコン      | DVD-ROM                               | PS2:SLPM-66317 PS2:SLUS-21316 PS2:SLES-53661 | アーケード版の移植   |
| 7   | Capcom Classics Collection Remixed | 2006年3月22日 2006年7月21日                 | PlayStation Portable                                | カプコン                    | カプコン      | UMD                                   | ULUS-10097 ULES-00347                        | アーケード版の移植   |
| 8   | フォゴットンワールズ               | 2008年9月24日 2008年11月17日 2008年11月28日 | Wii                                                 | セガ                        | セガ          | ダウンロード （バーチャルコンソール） | -                                            | メガドライブ版の移植 |
| 9   | カプコンアーケードスタジアム       | INT 2021年2月18日                           | Nintendo Switch                                     |                             | カプコン      | ダウンロード                          | -                                            | アーケード版の移植   |
| 10  | カプコンアーケードスタジアム       | INT 2021年5月25日                           | PlayStation 4 Xbox One PC(Steam)                    |                             | カプコン      | ダウンロード                          | -                                            | アーケード版の移植   |

メガドライブ版
- 容量の関係でアーケード版と異なる部分があり、ステージ6と8がカットされて全7ステージになっているほか、ボイスがない、日本語メッセージがカタカナのみになっている、2P側の通常ショットが1P側と同じになっているなどの違いがある。また、全体的にキャラクターが小さくなり、アニメパターンや背景が簡略化されている。またメガドライブにはスタートボタンの他にA,B,Cの3ボタンがあるが、2ボタンで時計回り、反時計回りにサテライトを回転させ、残りの1ボタンがショットとなっている。6ボタンパッドでプレイする場合は、MODEボタンを押しながらソフトを起動させ3ボタンパッド互換モードにしないと、1面開始デモ終了直後に強制的にゲームオーバーになる。
- 2008年9月24日よりWiiのバーチャルコンソールで配信された。

セガ・マスターシステム版
- 日本国外のみで発売。2重スクロールがカットされ、一人プレイ専用でステージ数も少なくなり、外観やプレイ感覚も大きく異なっている。2ボタンのためショットは常にオート連射でサテライトの移動は公転のみ、両ボタン同時押しでメガクラッシュが発動。ステージ構成はアーケード版のステージ1、ステージ3、ステージ4、海中（オリジナルステージ）、ステージ7＋9の全5ステージ。

PCエンジン版
- PCエンジンのSUPER CD-ROM2で発売。PCエンジンのノーマルパッドの2ボタン仕様による操作性の関係で、本作はボタン数を3つに増設した「アベニューパッド3」とのセットで発売された。2人同時プレイや2重スクロールがカットされ、BGMは林克洋[17]がアレンジしたものが収録された。
- ゲーム中のボイスによる台詞は新録されたプロの声優によるものを採用している。オプションでアーケード版と同様のカプコン社員によるボイスも選択可能。
- 電波新聞社より発売のアナログパッド「XE-1AP」にも対応しており、ポート変換器の「XHE-3」を経由して接続することによりアナログ操作でのプレイも可能となっていた。
- 本作は発売までにメディア媒体が、Huカード、PCエンジンスーパーグラフィックスへの対応（2人同時プレイが可能になる）、SUPER CD-ROM2と紆余曲折し変更され、移植の制作の発表から発売までに2年以上の時間を要した。

PlayStation 2版
- 『カプコン クラシックス コレクション』に収録されている。

## スタッフ
アーケード版
- ゲーム・デザイナー：AKIMAN（安田朗）、NIN NIN（西谷亮）、POO（船水紀孝）、MR.KIHAJI（岡本吉起）
- ソフト・プログラマー：YOUICHI（江川陽一）、NORIKO（こじまのりこ）、TAKEYO、NOUCHI（山之内一雅）
- オブジェクト・デザイナー：KURICHAN（栗原明美）、TAKATA、SHINSYUDON、SINTAN（新谷さゆり）、EMETARO
- スクロール・デザイナー：MIKICHAN（城戸美樹）、HANACHAN、KURAMOYAN（倉本幸代）、FUKUMOYAN（福本容子）、NONOCHAN（ののむらなおえ）、BLACK MAN
- サウンド：TAMASAN（河本圭代）、YUKICHAN NO PAPA（坂口由洋）
- ハードウェア：KUCHINO（口野真司）
- メカトロニクス：KAMIMORI（かみもりかつひこ）
- スペシャル・サンクス：HUSTLER BAM、RATTCHAN（木嶋美紀）

メガドライブ版
- プランナー：MIHO、MU.KONDO（近藤智宏）
- プログラミング：TAKU.AYU、K.KOBA
- デザイナー：STRESTELES、HIDE、D.MINOW
- サウンド：IPPO（竹内出穂）
- ゲーム・テスティング：WORKS NISHI、GOTTOCHAN
- スペシャル・サンクス：カプコン

セガ・マスターシステム版
- プランナー：TOMMY、YUKINO
- プログラマー：KIMROM、YONE（よねだひろひこ）
- デザイナー：TOMMY、YUKIO
- サウンドIPPO（竹内出穂）
- スペシャル・サンクス：カプコン

PCエンジン版
- ディレクター：岡田紀子
- プログラマー：わだまこと
- プロデューサー：小座間隆
- エグゼクティブ・プロデューサー：石原幸男
- グラフィック・コンバート：坪倉健一、仲田賢一、ひらばやしつよし(A WAVE)、こあくつふみお(A WAVE)
- グラフィック：衛藤浩二
- サウンド：林克洋
- キャスト：田中秀幸、池水通洋、E.HARA、Y.YAMAMOTO
- スーパーバイザー：M.IRIGUCHI、多部田俊雄
- マニュアルエディター：M.MORITA、S.UENO
- スペシャル・サンクス：T.MIYOKAWA、S.KURODA、Y.MASUKO、明賀裕美子、鈴木富美子、カプコン

## 広報
本作は当時のアーケードゲームにしては珍しく、テレビCMが流れていた。

## 反響
特殊なインターフェースを採用した作品が数多くリリースされた1980年代中期から末期にかけてのアーケードゲーム業界の中でも、押しボタンと方向指示を一つのデバイスで兼用する本作のローリングスイッチは取り分け異色の存在であり、発売当初から話題を集めていた。しかし、ボタンの根元に大きく負担がかかる構造だったために故障が頻発したため、以降の作品にこのデバイスが採用されることはなかった。西谷自身も故障の頻発を認めており、企画として「メガクラッシュ」を入れたのが原因ではないかと推測している。
1994年に同社が発売した『アルティメット エコロジー』には、サブボードでローリングスイッチに対応するバージョンも制作されていたが、実際に出荷されたのは3ボタンバージョンのみだった。
また、ゲーム文化保存研究所・所長の大堀康祐は西谷亮との対談の中で、近所のゲームセンターに本作の導入を求めたところ、基板が高いとの回答が返ってきたと話している。対談に同席していた娯楽産業研究家の石黒憲一はインターフェースが特殊なので導入に消極的なゲームセンターが多かったのだろうと推測し、西谷も当然だと答えている。

### 評価
アーケード版
- ゲーム誌『ゲーメスト』誌上で行われていた「第2回ゲーメスト大賞」（1988年度）において、読者投票により大賞2位を獲得している。その他に、ベストシューティング賞で2位、ベストエンディング賞で3位、ベストグラフィック賞で1位、ベストVGM賞で9位、年間ヒットゲームで13位、ベストキャラクター賞ではシルフィーが5位、名無しの超戦士が6位、天帝バイオスが18位を獲得した[36]。

- 1991年に刊行されたゲーメストムック『ザ・ベストゲーム』において、それまでの全アーケードゲーム作品を対象とした読者投票では第26位を獲得した[4]。

- 1998年にそれまで発売されていたアーケードゲーム全てを対象に行われたゲーメスト読者の人気投票によるゲーメストムック『ザ・ベストゲーム2』では、「グラフィックに定評のあったカプコンが、改めてその質の高さを世に知らしめることとなった作品」、「美麗なグラフィックと並んで衝撃的だったのが、ローリングスイッチの存在。（中略）画期的なショットコントロールシステムだった」、「自キャラを強力にアシストする『サテライト』の存在も大きかった。（中略）『R-TYPE』のフォースに近いものだが、ローリングスイッチによって自キャラの衛星軌道上に自由に配置することができ、より素早く、アナログ的な制御が可能になっている点が決定的に違う」、「通貨である『ゼニー』はクリア後にボーナス点として加算されるので、ハイスコアラーは皆、超守銭奴と化していた」と主にグラフィック面を絶賛し、操作性やゲーム性に関しても肯定的に評価している[37]。

メガドライブ版
ゲーム誌『ファミコン通信』の「クロスレビュー」では合計27点、『メガドライブFAN』の読者投票による「ゲーム通信簿」での評価は以下の通り18.86点（満30点）となっている。
| 項目 | キャラクタ | 音楽 | 操作性 | 熱中度 | お買得度 | オリジナリティ | 総合  |
| 得点 | 3.26       | 3.06 | 2.96   | 3.20   | 2.96     | 3.42           | 18.86 |

PCエンジン版
ゲーム誌『ファミコン通信』の「クロスレビュー」では合計24点、『月刊PCエンジン』では85・90・80・80・80の平均83点（満100点）、『マル勝PCエンジン』では8・8・8・7の合計31点（満40点）、『PC Engine FAN』の読者投票による「ゲーム通信簿」での評価は以下の通り23.11点（満30点）となっている。また、この得点はPCエンジン全ソフトの中で81位（485本中、1993年時点）となっている。同雑誌1993年10月号特別付録の「PCエンジンオールカタログ'93」では、「ビジュアルシーンは業務用を凌駕している」とグラフィックに関して肯定的なコメントで紹介されている。
| 項目 | キャラクタ | 音楽 | 操作性 | 熱中度 | お買得度 | オリジナリティ | 総合  |
| 得点 | 3.85       | 3.93 | 3.56   | 4.00   | 4.04     | 3.74           | 23.11 |

## 関連作品
- アドベンチャークイズ カプコンワールド - 1Pが「名なしの超戦士」として登場。
- アドベンチャークイズ カプコンワールド2 - 1Pが「名なしの超戦士」として登場する他、シルフィー、ダストドラゴンが登場する。
- ファイナルファイト - 2Pに容姿がよく似た「TWO.P（ツーピー）」という敵キャラクターが登場。『月刊ゲーメスト』に掲載されたキャラクター紹介[38]および『ストリートファイターV』公式サイト内コンテンツ「シャドルー格闘家研究所」の「キャラ図鑑」[39]で紹介された際には、上半身裸で倒れており過去の記憶を失っていたところをマッドギアに助けられ加入した、重火器の取り扱いが得意、口癖が2Pと同じなど、2Pを強く意識した設定が付けられている。
- MARVEL VS. CAPCOM CLASH OF SUPER HEROES - スペシャルパートナーとして名無しの超戦士が登場。1Pの姿がベースだが、色違いで2Pのカラーリングも存在する。声は高木渉[要出典]。
- SNK VS. CAPCOM 激突カードファイターズシリーズ（トレーディングカードゲーム版も含む） - 1作目と2作目のアクションカード「メガクラッシュ」にP-38&名無しの超戦士が登場。また、1作目のみゲーム中にある施設「ロストワールド」のカードの店員にシルフィー、置物としてダストドラゴン[40]があり、1作目と2作目に『フォゴットンワールド』の名前が由来のオリジナルキャラクター[41]が登場する。
- NAMCO x CAPCOM - 名無しの超戦士1P、名無しの超戦士2P、シルフィーがプレイヤーキャラクターとして登場。名無しの超戦士1Pの声を大塚明夫が、2Pを玄田哲章、シルフィーを田中理恵があてている。
- PROJECT X ZONE 2:BRAVE NEW WORLD - ショップ店員としてシルフィーが登場。
- セクションZ
- サイドアーム

### 註釈
1. ↑  なお、日本国外版ではスーパーウォーリアと呼ばれている[5]。
2. ↑  「ダスト・ワールド」、「ピラミッド・ワールド」と表記されることもある[1]。